# Ephippiochthonius gibbus
Espèce
Synonymes
- Chthonius gibbus Beier, 1953

Ephippiochthonius gibbus est une espèce de pseudoscorpions de la famille des Chthoniidae.

## Distribution
Cette espèce se rencontre en Espagne dans la Communauté de Madrid et en Castille-La Manche et au Portugal,.

## Description
Les mâles mesurent de 0,90 à 1,05 mm et les femelles de 0,97 à 1,6 mm.

## Publication originale
- Beier, 1953 : Weiteres zur Kenntnis der iberischen Pseudoscorpioniden-Fauna. Eos, vol. 28, p. 293-302.